# Вечная песня
«Вечная песня» — американский кинофильм, драма 1988 года. В главных ролях Киану Ривз, Алан Бойс и Дженнифер Рубин. Съёмки проходили в городах Портленд и Кэннон Бич (штат Орегон).

## Сюжет
Кажется, что у Дэвида (Алан Бойс) всё есть. Он обаятелен, талантлив, немного забавен и очень популярен. А ещё у него есть друг Крис (Киану Ривз), нелепый неудачник. Однажды они с друзьями проводили пикник на побережье, и Дэвид отправился полазить по скалам и полюбоваться океаном. Крис, как всегда, решил подшутить над товарищем и незаметно пошёл за ним, но вскоре потерял Дэвида из вида, а когда вышел на скалу, то друга там уже не оказалось. Случилось непоправимое — Дэвид упал со скалы и разбился насмерть. Вернувшись домой, Крис находит записку от Дэвида в почтовом ящике, оказывается, его смерть не была случайной, успешный Дэвид покончил с собой. Их общая подруга Лорен (Дженнифер Рубин) предлагает устроить мемориал в школе, но администрация не разрешает этого делать. В фильме показана проблема подростковых самоубийств и преодоления их последствий друзьями погибшего.

## Саундтрек
В фильме звучат пять песен Джо Страммера и его группы The Latino Rockabilly War, а также треки Лу Рида, The Stranglers, BoDeans, The Godfathers и JD Souther.